# Championnat d'Europe féminin de softball
Le Championnat d'Europe de softball est une compétition continentale mettant aux prises les sélections nationales du vieux continent sous l'égide de la Fédération européenne de softball (ESF). Cette épreuve se joue tous les deux ans.
L'édition 2019 est remportée par l'Italie.

## Histoire
Cette compétition est créée en 1979.
L'Italie domine le palmarès avec onze titres, devant les Pays-Bas avec dix titres. Elles sont les deux seules nations à avoir remporté la compétition.

## La compétition
La compétition se déroule en plusieurs phases. Les équipes s'affrontent en poule au format round robin au premier tour avant que les équipes ne soient réparties en deux tableaux. La phase finale se joue au format page playoff system.

## Palmarès
| Année        | Lieu               |          | Or                 | Argent             | Bronze |
| ------------ | ------------------ | -------- | ------------------ | ------------------ | ------ |
| 1979 Détails | Italie             | Pays-Bas | Italie             | Belgique           |        |
| 1981 Détails | Pays-Bas           | Pays-Bas | Italie             | Suède              |        |
| 1983 Détails | Italie             | Pays-Bas | Italie             | Belgique           |        |
| 1984 Détails | Belgique           | Pays-Bas | Italie             | Belgique           |        |
| 1986 Détails | Belgique           | Italie   | Pays-Bas           | Belgique           |        |
| 1988 Détails | Norvège            | Pays-Bas | Italie             | Suède              |        |
| 1990 Détails | Italie             | Pays-Bas | Belgique           | Italie             |        |
| 1992 Détails | Pays-Bas           | Italie   | Pays-Bas           | République tchèque |        |
| 1995 Détails | Italie             | Italie   | Pays-Bas           | République tchèque |        |
| 1997 Détails | République tchèque | Italie   | Pays-Bas           | République tchèque |        |
| 1999 Détails | Belgique           | Italie   | République tchèque | Russie             |        |
| 2001 Détails | République tchèque | Italie   | République tchèque | Pays-Bas           |        |
| 2003 Détails | Italie             | Italie   | Russie             | Pays-Bas           |        |
| 2005 Détails | République tchèque | Italie   | Grèce              | Pays-Bas           |        |
| 2007 Détails | Pays-Bas           | Italie   | Pays-Bas           | Russie             |        |
| 2009 Détails | Espagne            | Pays-Bas | Grande-Bretagne    | République tchèque |        |
| 2011 Détails | Italie             | Pays-Bas | Italie             | Grande-Bretagne    |        |
| 2013 Détails | République tchèque | Pays-Bas | Italie             | République tchèque |        |
| 2015 Détails | Pays-Bas           | Italie   | Pays-Bas           | République tchèque |        |
| 2017 Détails | Italie             | Pays-Bas | Italie             | Grande-Bretagne    |        |
| 2019 Détails | Tchéquie           | Italie   | Pays-Bas           | Grande-Bretagne    |        |
| 2021 Détails | Tchéquie           | Italie   | Pays-Bas           | Tchéquie           |        |

## Bilan par nation
| Rang | Pays            | Or | Argent | Bronze | Total |
| ---- | --------------- | -- | ------ | ------ | ----- |
| 1    | Italie          | 12 | 8      | 1      | 21    |
| 2    | Pays-Bas        | 10 | 8      | 3      | 21    |
| 3    | Tchéquie        | 0  | 2      | 7      | 9     |
| 4    | Belgique        | 0  | 1      | 4      | 5     |
| 5    | Grande-Bretagne | 0  | 1      | 3      | 4     |
| 5    | Russie          | 0  | 1      | 2      | 3     |
| 7    | Grèce           | 0  | 1      | 0      | 1     |
| 8    | Suède           | 0  | 0      | 2      | 2     |